# Sven Edin
För längdskidåkaren, se Sven Edin (skidåkare).
Sven Edin, född 11 januari 1891 i Junsele, Västernorrlands län, död 9 november 1952 i Junsele, var en svensk hemmansägare och politiker.
Edin var riksdagsledamot för socialdemokraterna från 1938 i första kammaren, invald i Västernorrlands läns och Jämtlands läns valkrets.